# Wilhelm Brauns

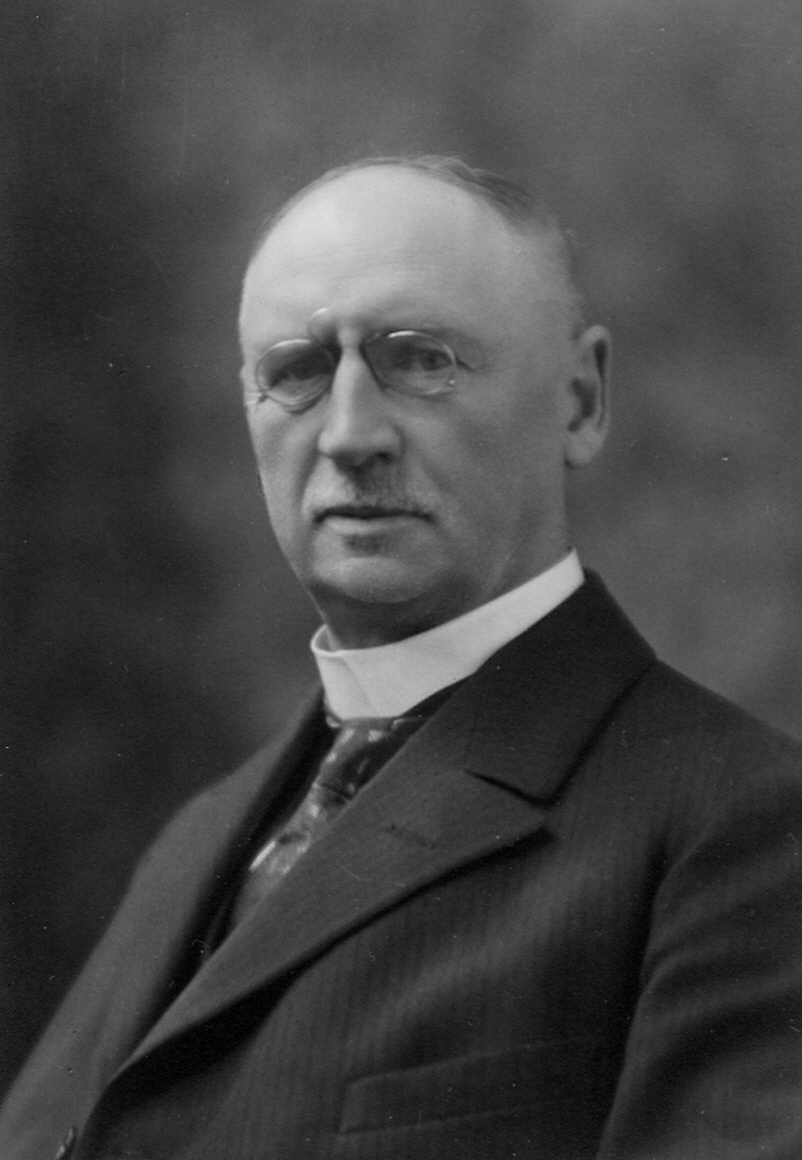
Wilhelm Brauns

Karl Wilhelm Adolph Friedrich Brauns, född 18 maj 1865 i Ludwigslust, död 1 december 1933 i Halmstad, var en tysk stenograf och medgrundare till Scandinaviska Jutefabriken.
Wilhelm emigrerade till Göteborg 1889 och gifte sig med Anna Brauns (född Grund). De flyttade sedan till Oskarström där han var en av grundarna av Scandinaviska Jutefabriken 1890 där han blev kontorschef. Hans son Gunnar Brauns skulle sedan efterträda honom på den posten.
Wilhelm var bror till professor Julius Brauns. De utarbetade tillsammans ett stenografiskt system på tyska. Brauns system överflyttades sedan till svenska i samband med flytten till Sverige.
Wilhelm och Anna Brauns fick barnen Erik, Ellen, Gunnar, Marta, Otto, Nils och Inga. Wilhelms äldsta dotter Ellen var gift med Gottfrid Westerberg, ägare av Albany Nordiskafilt. Samtliga är begravda i Brauns familjegrav på Sankta Anna och Sankta Katarina kapell, Halmstad.